# Грабара, Камил
Ками́ль Мечи́слав Гра́бара (пол. Kamil Mieczysław Grabara; 8 января 1999, Руда-Слёнска, Силезское воеводство, Польша) — польский футболист, вратарь клуба «Вольфсбург» и сборной Польши. Участник Чемпионата Европы по футболу среди молодёжных команд 2019 года.

## Биография
Родился в городе Руда-Слёнска, расположенном на юге Польши.

## Клубная карьера

### Ранние годы
Грабара начал карьеру футболиста в академии любительского клуба «Вавел Вирек» из родного города в 2006 году. Затем были клубы «Стадион Шлёнски» и молодёжная команда «Руха» из Хожува. Игрока из молодёжной команды «Руха» заметили в английском «Ливерпуле», куда Камил перешел зимой 2016 года за 250 тысяч фунтов стерлингов.

### Переход в «Ливерпуль»
Первоначально Грабара стал выступать за молодёжную команду «Ливерпуля» для игроков до 18 лет. В сезоне 2016/2017 игрок провел 5 матчей в турнире для молодёжных команд, пропустив при этом 11 мячей. Следующий сезон 2017/2018 Грабара начал уже в составе молодёжной команды «Ливерпуля» для игроков не старше 23 лет.

### Аренда в «Орхус»
Вторую половину сезона 2018/2019 Камил провел в аренде в датском футбольном клубе «Орхус». В составе «Белых» Грабара провел 6 матчей в датской Суперлиге, а также 10 матчей в плей-офф за выход в Лигу Европы и плей-офф на вылет. По итогам сезона 2018-2019, «Орхус» избежал понижения в классе, но не смог пробиться в Еврокубки.

### Аренда в «Хаддерсфилд Таун»
Перед стартом сезона 2019/2020 «Ливерпуль» заключил новый долгосрочный контракт с 20-летним голкипером. Игрок в целях получения регулярной игровой практики перешел в «Хаддерсфилд Таун» на правах аренды. За «Терьеров» Грабара провел в Чемпионшипе 28 матчей, пропустил 45 мячей. Команда по итогам сезона 2019—2020 не смогла добиться повышения в классе, заняв итоговое 18 место.

### Возвращение в «Орхус»
Перед началом футбольного сезона 2020/2021 тренерский штаб «Ливерпуля» решил снова отправить Грабару в аренду. Новым клубом поляка вновь стал датский «Орхус», за который Камил Грабара выступал в сезоне 2018/2019.

## Карьера в сборной
Камил Грабара вызывался в сборные Польши различных возрастов. Впервые дебютировал на международном уровне в возрасте 15 лет 8 месяцев и 7 дней в составе сборной Польши до 16 лет. В товарищеском матче, состоявшемся 15 сентября 2014 года, сборная Польши до 16 лет разгромила сверстников из Северной Ирландии со счетом 5:0. Грабара вышел в старте, и смог сохранить ворота в неприкосновенности.
Позднее голкипер стал привлекаться к играм сборной Польши до 21 года, за команду которой он дебютировал 14 ноября 2017 года в возрасте 18 лет 10 месяцев 6 дней. Грабара в составе сборной Польши до 21 года принимал участие в Евро-2019.

## Игровая статистика

### Клубная статистика
| Команда              | Сезон            | Лига             | Лига | Лига            | Национальный кубок | Национальный кубок | Кубок лиги | Кубок лиги      | Прочие соревнования | Прочие соревнования | Всего | Всего           |
| Команда              | Сезон            | Название лиги    | Игр  | Голов пропущено | Игр                | Голов пропущено    | Игр        | Голов пропущено | Игр                 | Голов пропущено     | Игр   | Голов пропущено |
| -------------------- | ---------------- | ---------------- | ---- | --------------- | ------------------ | ------------------ | ---------- | --------------- | ------------------- | ------------------- | ----- | --------------- |
| Ливерпуль            | 2018-19          | Премьер-лига     | 0    | 0               | 0                  | 0                  | 0          | 0               | —                   | —                   | 0     | 0               |
| Ливерпуль            | 2019-20          | Премьер-лига     | 0    | 0               | 0                  | 0                  | 0          | 0               | —                   | —                   | 0     | 0               |
| Орхус (аренда)       | 2018-19          | Суперлига        | 6    | 9               | 0                  | 0                  | 0          | 0               | 10                  | 9                   | 16    | 18              |
| Хаддерсфилд (аренда) | 2019-20          | Чемпионшип       | 28   | 45              | 0                  | 0                  | 0          | 0               | —                   | —                   | 28    | 45              |
| Всего за карьеру     | Всего за карьеру | Всего за карьеру | 34   | 54              | 0                  | 0                  | 0          | 0               | 10                  | 9                   | 44    | 63              |

[уточнить]

## Интересные факты
Камил Грабара стал вторым польским голкипером в истории «Ливерпуля», после героя Стамбульского финала Ежи Дудека.